# Golden Nugget 64
Golden Nugget 64 és un videojoc de casino virtual multijugador per la Nintendo 64. Va ser desenvolupat per Westwood Studios, publicat per Electronic Arts, i va ser llançat l'1 de desembre de 1998 a l'Amèrica del Nord. Golden Nugget 64 és únic perquè és l'únic videojoc del tipus d'atzar/casino llançat a l'Amèrica del Nord per la Nintendo 64. El joc comença amb el fet que el jugador creï un compte amb $1000 que es guarda en el "controller pack". Els jugadors poden triar entre un dels deu jocs de casino més populars. Cada joc té el seu propi conjunt de regles i una guia per aprendre a jugar.

## Jugabilitat
L'hotel i casino de Golden Nugget Las Vegas presenta els jocs següents:
- Blackjack: L'objectiu del blackjack és obtenir el valor de punts total de les cartes a 21 sense passar-se.
- Craps: L'objectiu del craps és apostar pel resultat dels llançaments de daus.
- Pòquer tapat: Igual que la majoria de jocs de pòquer, l'objectiu del pòquer tapat és tenir la millor mà després de l'última ronda d'apostes.
- Ruleta: L'objectiu de la ruleta és endevinar correctament la ranura on la pilota s'aturarà quan la roda deixi de girar.
- Seven-card stud: L'objectiu és tenir la millor mà d'altres oponents.
- Video poker: L'objectiu del joc és fer la millor mà possible. A diferència d'altres jocs de pòquer, no hi ha oponents. El jugador guanya un determinat multiplicador de l'aposta segons la seva mà. Només s'inclouen Jacks o Better video poker.
- Texas hold 'em: L'objectiu és tenir una mà millor que els oponents.
- Big Six wheel: Igual que a la ruleta, aquest joc té jugadors que intenten predir amb èxit el símbol de la roda.
- Mini-Bacarà: L'objectiu del mini-Bacarà és endevinar quina mà s'acosta més a 9 sense passar-se.
- Màquina escurabutxaques: Per guanyar, els jugadors han de coincidir amb una combinació guanyadora de símbols. Aquests símbols varien entre les diverses màquines escurabutxaques. Hi ha sis màquines escurabutxaques diferents en aquest joc (Card Bonanza, Catch of the Day!, Motherlode, Sports Fanatic!, Wheels of Fire!, Miner 49er!).